# دايسوكي كيتاهارا
دايسوكي كيتاهارا (باليابانية: 北原 大奨) (4 أبريل 1994 في كاناغاوا في اليابان – )؛ هو لاعب كرة قدم ياباني سابق كان يلعب كمهاجم.

## وصلات خارجية
- دايسوكي كيتاهارا على موقع رابطة كرة القدم اليابانية للمحترفين (اليابانية)
- دايسوكي كيتاهارا على موقع Soccerway.com (الإنجليزية)
- دايسوكي كيتاهارا على موقع عالم كرة القدم.نت (الإنجليزية)